# Vasili Sjkondin
Vasili Sjkondin (Russisch: Василий Шкондин) is een Russisch uitvinder die in 1988 een nieuwe manier bedacht voor het elektrisch aandrijven van voertuigen, waarbij de motor zich bevindt in het wiel.
Zijn werk vormt de basis van de Ultra Motortechniek. Hij verkreeg in 1992 patent op zijn concept. In 2003 werd het bedrijf Ultra Motor opgericht rond dit concept. Hij werkt op de ontwikkelafdeling van de Russische vestiging van Ultra Motor in Poesjkino nabij Moskou. Als belangrijkste afzetmarkt voor het concept wordt India beschouwd met daarnaast andere Zuidoost-Aziatische landen.